# Ктитарев Сергій Олександрович
Сергій Олександрович Ктитарев (нар. 23 вересня 1903, Вінниця — пом. ?) — український радянський історик, дослідник історії революційного руху початку XX століття, кандидат історичних наук з 1951 року.

## Біографія
Народився 23 вересня 1903 року у місті Вінниці (тепер Україна) в робітничій сім'ї. 1925 року закінчив Вінницький інститут народної освіти. У 1937–1940 роках навчався, а у 1946–1947 викладав в Київському педагогічному інституті. У 1947–1950 роках — старший науковий співробітник, завідувач відділу Київської філії Центрального музею В. І. Леніна. У 1950—1952 роках — молодший науковий співробітник відділу історії радянського періоду. 1951 року захистив кандидатську дисертацію на тему: «Кореспонденції ленінської „Іскри“ про революційний рух на Україні». У 1952—1955 роках — старший науковий співробітник відділу історіографії і фондів, у 1955–1964 — старший науковий співробітник відділу історії капіталізму Інституту історії АН УРСР.

## Наукова діяльність
Опублікував близько 40 праць. Праці:
- Перша російська революція та її історичне значення // Наукові записки Інституту історії АН УРСР. — 1955. — Випуск 6;
- Ради робітників і солдатських депутатів в 1905 році на Україні. (газета «Радянська Україна», 1955, 19 жовтня);
- Наукове повідомлення про відзначення 90-річчя О. Г. Шліхтера. (Український історичний журнал, 1958, № 5);
- Ленінська «Искра» і піднесення революційного руху на Україні. — Київ, 1959;
- Ленінська «Искра» і Україна // Вітчизна, 1960, 4.